# Klein Köris
Klein Köris ist ein Gemeindeteil der Gemeinde Groß Köris im Landkreis Dahme-Spreewald in Brandenburg.

## Geographische Lage

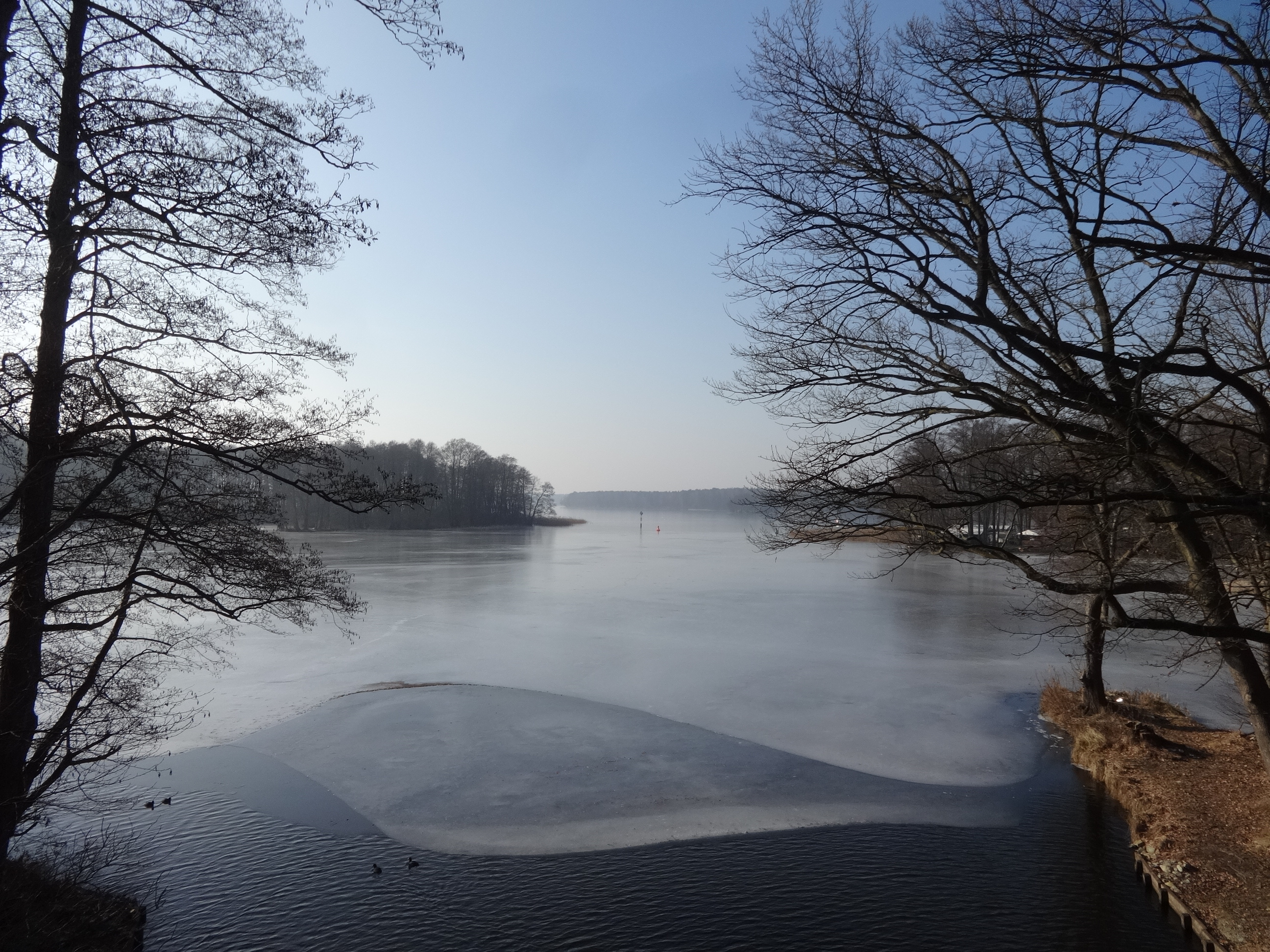
Klein Köriser See

Der Gemeindeteil liegt östlich des Zentrums und südlich des Kleinen Köriser Sees. Nordöstlich liegt der Wohnplatz Neubrück. Es folgen im Uhrzeigersinn der Wohnplatz Hammer, der Wohnplatz Löpten-Süd, Löpten und Löpten-Nord sowie der Wohnplatz Rankenheim. Die nächsten größeren Gemeinden sind Münchehofe im Osten sowie Märkisch Buchholz im Süden. Die Gemarkung erstreckt sich in Nord-Süd-Richtung beginnend am Ufer des Klein Köriser Sees und wird im Osten vom Koynegraben und im Westen von einem unbenannten Kanal durchquert, die jeweils in den See entwässern. Der weitaus größte Teil ist – wenn auch nicht flächig – bebaut. Durch den Ort führt in Seenähe die Landstraße 742, die als Chausseestraße nach Westen eine Verbindung ins Gemeindezentrum und nach Osten einen Anschluss an die Bundesstraße 179 herstellt.

## Geschichte

### Frühzeit bis 17. Jahrhundert
1971 entdeckte der Zeuthener Denkmalpfleger Fischer erste Anzeigen für eine germanische Siedlung. Sie führten zu Erdarbeiten in Klein Köris, bei dem Arbeiter im Jahr 1976 weitere Funde aufdecken konnten. Archäologen setzten die Ausgrabungen bis in das Jahr 1995 hin fort und konnten so einen Ansiedlung nachweisen, die von 2. bis zum 5. Jahrhundert bestand und anschließend aufgegeben wurde. Eine weitere Erwähnung findet sich erst viele Jahrhunderte später ein einer Lehnsurkunde aus dem Jahr 1546 derer Schenk von Landsberg, in dem ein „Ort mit Mühle“, die „Kleinen Kuriß“,  verzeichnet ist. Chronisten gehen aber davon aus, dass die Bewohner mehrheitlich Fischerei und Forstwirtschaft betrieben und nur im eher geringen Maße Ackerbau und Viehzucht. Vor dem Ausbruch des Dreißigjährigen Krieges lebten im Ort sieben Hufner, zwei Kötter und ein Hirte auf acht Höfen. Es gab einen Schulzen, der für seine zwei Hufen einen Taler und 18 Groschen Abgaben zahlen musste. Die Hufner mussten je einen Taler, die Kötter zwölf Groschen und der Hirte einen Gulden abgeben. Nach dem Krieg fiel der Ort beinahe wüst: Überlebt hatten lediglich der Schulze, ein Bauer und drei Kötter. Nach 1652 kamen neue Bewohner hinzu, die aus Löpten und Beeskow zuzogen.

### 18. Jahrhundert
Ein Jahr später verpfändeten die Herren von Landsberg auf Grund eines finanziellen Engpasses den Ort an eine Freifrau von Löpten. Otto Wilhelm Schenk von Landsberg löste ihn 1700 wieder aus und brachte ihn gemeinsam mit Neubrück in die Herrschaft Buchholz. In diesem Jahr lebten im Ort sieben Bauern, davon übte einer das Schulzenamt aus. Es gab einen Krüger und acht Kötter. 1711 waren es sieben Hufner, vier Kötter, einen Hirten, einen Knecht sowie zwei Paar Hausleute. Sie gaben für acht Hufen je vier Groschen. 1717 endete die Herrschaft derer von Landsberg mit dem Verkauf der gesamten Ländereien an Friedrich Wilhelm I. Der preußische König hatte großes Interesse an den großzügigen Waldgebieten, die er zur Jagd nutzte. 1737 richtete er eine Prinzliche Kammer ein, in deren Folge die Oberförsterei Hammer am Standort der ehemaligen Heidereiterei Hammer entstand. Friedrich II. setzte sich in der Folgezeit für die Urbarmachung der Region ein. Er ließ Kanäle verbreitern, Sümpfe trockenlegen und landwirtschaftliche Güter wie den Wilhelminenhofer Weg anlegen. Die so miteinander verbundenen Teupitzer Gewässer, zu denen auch der Klein Köriser See gehört, konnten daher für den Transport von Waren und Gütern insbesondere nach Berlin genutzt werden. Mit dem Bau der Bahnstrecke Berlin–Görlitz kam eine weitere Transportmöglichkeit hinzu. Gleichzeitig entdeckten Berliner die Region als Naherholungsgebiet. Der Ort war aber nach wie vor von der Landwirtschaft geprägt: Im Jahr 1745 gab es in Klein Köris sieben Bauern, zwei Bauern und einen Krug. Aus dem Jahr 1766 ist erstmals die Tätigkeit eines Lehrers bekannt. 1771 gab es im Dorf elf Giebel (=Wohnhäuser), den Hirten sowie zwei Paar Hausleute. 1775 erschien in einem amtlichen Dokument erstmals die Schreibweise Klein Köris.

### 19. Jahrhundert

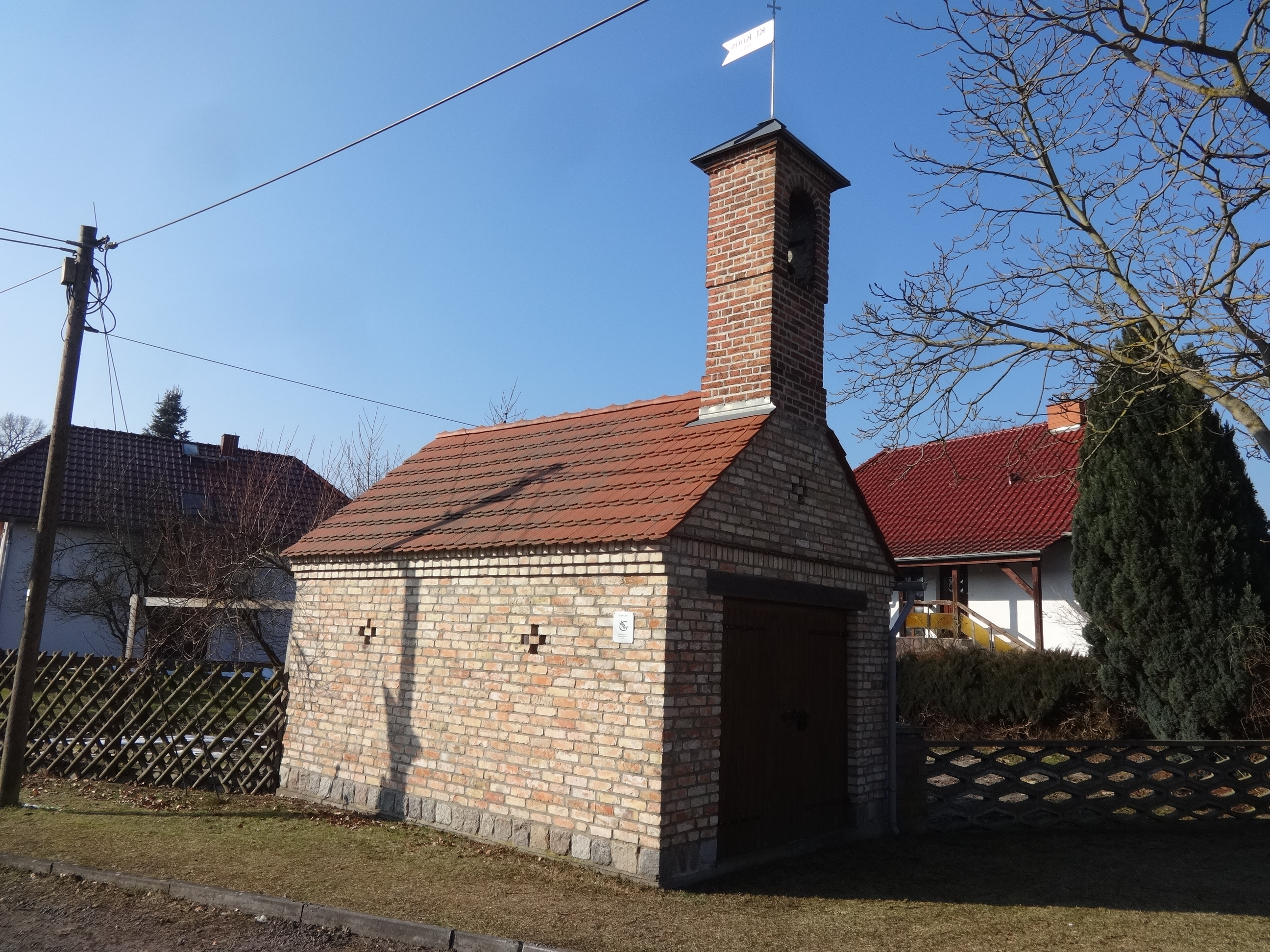
Spritzenhaus

Im Jahr 1801 lebten in Klein Köris sieben Ganzbauern, vier Ganzkötter, fünf Büdner, drei Einlieger, die gemeinsam acht Hufen bewirtschafteten; es gab 17 Feuerstellen (=Haushalte). Neben der Förderung des Tourismus entstand in Klein Köris eine Tonfabrik. Die Klein Köriser überzeugten den Unternehmer Goldschmidt mit einem Trick, am östlichen Ende des Ortes eine Ziegelei zu errichten. Sie transportierten den Rohstoff aus Töpchin in eigens hergerichtete Bohrlöcher, um damit ein großes Tonvorkommen vorzutäuschen. Goldschmidt konnte dennoch erfolgreich Mauersteine herstellen: Von 1889 bis 1922 produzierte sein Werk mit Hilfe von bis zu 300 Saisonkräften pro Jahr in Spitzenzeiten bis zu 42 Millionen Mauersteine, die insbesondere im stark wachsenden Berlin nachgefragt waren. Sie wohnten in einem zweigeschossigen Wohngebäude in der Chausseestraße, das im Volksmund im 21. Jahrhundert gelegentlich als Gemeindehaus bezeichnet wird. Es beinhaltete neben Wohnräumen für die Arbeiter einen Stall für Pferde, die Holz und Rohmaterial in die Ringöfen transportierten. Durch den Abbau entstand der Tonsee im Südwesten des Ortes. Nachdem die Ziegelei schließen musste, wurde eine Berliner Siedlungsgesellschaft auf den Ort aufmerksam. Sie förderte den Tourismus und baute Klein Köris als Naherholungsgebiet aus. Im südlichen Bereich der ehemaligen Ziegelei entstanden durch Grundstücksteilung eine große Waldsiedlung. Sie wurde durch eine nach dem Holzhändler Ebert benannte Ebertsiedlung (im 21. Jahrhundert die Seestraße) und eine Anglersiedlung am östlichen Ufer des Klein Köriser See ergänzt, die auf eine Initiative des Hafenwirtes August Poillon zurückging: So entstand Neubrück. Hinzu kamen zwei Jugendherbergen: Eine wurde von der Stadt Neukölln in der ehemaligen Kantine der Ziegelei betrieben, die andere im Gemeindehaus, in das die Naturfreundejugend einzog. Den hinteren Teil des Gebäudes mit dem Stall belegte eine Fabrik, die Särge herstellte. 1840 gab es im Ort 19 Wohnhäuser. 1858 gründete sich eine Freiwillige Feuerwehr, die im Ort ein Spritzenhaus errichtete. Im gleichen Jahr bestanden in Klein Köris 12 Bauernhöfe, die 16 Knechte und Mägde beschäftigten. Es gab elf nebengewerbliche Landwirte und 36 Arbeiter. Von den 23 Besitzungen war die größte 338 Morgen groß. Elf weitere waren zwischen 30 und 300 Morgen groß (zusammen 1619 Morgen), zwei zusammen 25 Morgen und neun weitere mit zusammen 35 Morgen. Mittlerweile hatten sich einige Gewerke im Ort niedergelassen. Es gab zwei Schneidermeister mit zwei Gesellen und einem Lehrling, einen Stellmachermeister mit einem Gesellen, einen Grobschmiedemeister sowie einen Schiffseigentümer mit vier Schiffern und einem Stromfahrzeug. Neben einem Krug gab es sieben Arme. 1860 war der Bestand an Wohnhäusern auf drei öffentliche, 26 Wohn- und 50 Wirtschaftsgebäude angewachsen. 1878 wurde das Schulgebäude gebaut. In den folgenden Jahrzehnten entstanden mehrere Gaststätten und Pensionen. 1887 eröffnete August Poillon die Hafengaststätte auf der Halbinsel Köriser Hafen. Von dort fuhren Fahrgastschiffe bis zum Zweiten Weltkrieg bis nach Berlin.

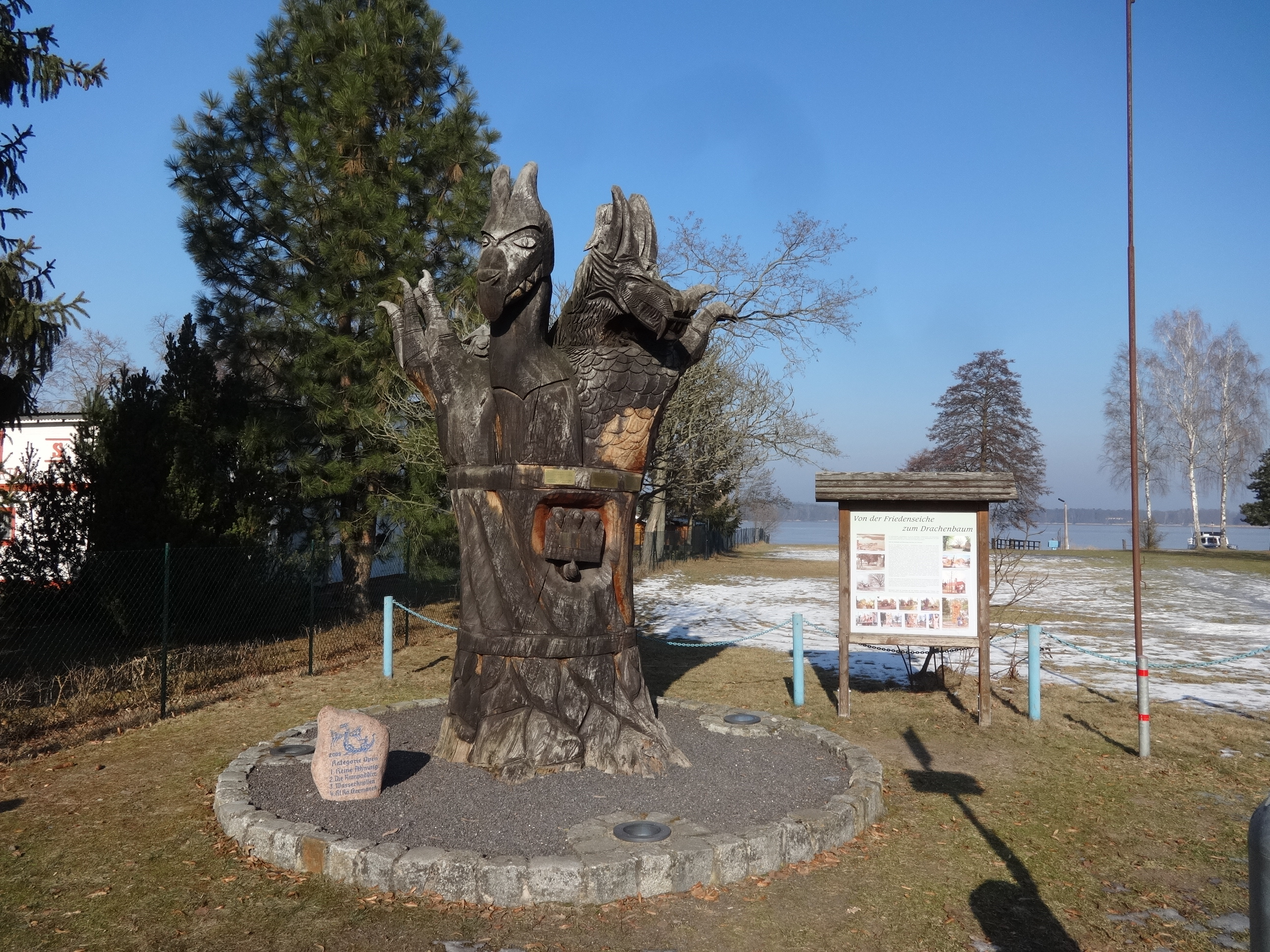
Drachenbaum

Nach dem Deutsch-Französischen Krieg regte die Gemeinde an, eine Friedenseiche zu pflanzen. Allerdings konnten sich die Anwesenden nicht über einen Standort einigen. Schließlich wurde ein Baum auf den Platz vor der Schule gepflanzt und ein weiterer Baum vor dem Spritzenhaus.

### 20. Jahrhundert
Im Jahr 1900 gab es im Ort 51 Häuser; der Bestand wuchs auf 87 Wohnhäuser im Jahr 1931 an. An der Chausseestraße ließ sich 1926 eine Berliner Rudergemeinschaft nieder und gründete den Ruderverein Vorwärts. Ihnen folgten mehrere Anglervereine, darunter Frühauf aus dem benachbarten Teupitz, der Verein Freie Angler Köriser Hafen im Jahr 1927 oder der Verein Ostwindsteg-Anglersiedlung Klein Köris aus dem Jahr 1928.
In der Zeit des Nationalsozialismus diente die ehemalige Kantine der Ziegelei als Unterkunft für Siedler und Aussiedler, die im Zuge der Bestrebungen zur Errichtung eines Großdeutschen Reiches zurück in die Grenzen des Reichs geführt wurden. Der Giebel des Hauses wurde im Zweiten Weltkrieg durch Fliegerbomben zerstört. Nach dem Ende des Krieges erwarb die BAE Batterien das Gebäude und baute es zu einem Erholungs- und Ferienheim um. Das
Gemeindehaus belegte kurzzeitig die Deutsche Arbeitsfront, die es der NSDAP-Bezirksjugendführung als Landschulheim übergab. Im Krieg diente es als Lazarett, anschließend in der Zeit der SBZ als Sitz der sowjetischen Besatzungstruppen. Im Zuge der Bodenreform wurden 94 Hektar enteignet und aufgeteilt. 24 Bauern erhielten zusammen lediglich neun Hektar, 28 weitere Betriebe zusammen 77 Hektar und ein Betrieb acht Hektar zusätzliches Land. In den 1950er Jahren entstand westlich der Gemarkung eine neue Jugendherberge, die von einem Berliner Unternehmen als Betriebsferienheim errichtet wurde. In das Gemeindehaus zog die Verwaltung des Ortes ein; hinzu kam ein Friseursalon. 1953 schloss die Schule und wurde bis 1990 als Filiale der Post genutzt. 1960 gründeten sich zwei LPGs Typ I mit zusammen 38 Mitgliedern und 177 Hektar landwirtschaftlicher Nutzfläche. Sie schlossen sich nur ein Jahr später zusammen.
1971 wurde Klein Köris zusammen mit Neubrück nach Groß Köris eingemeindet. Ein Jahr später gründete sich eine Sportgemeinschaft SG Sparta Klein Köris, die bis 1991 die Sportarten Rudern, Kegeln, Fußball, Gymnastik und Surfen betrieben. 1985 erwarb die LPG Münchehof die Hafengaststätte Poillons und nutzte sie für landwirtschaftliche Zwecke. Nach der Wende erwarb eine Familie die ehemalige Kantine und baute sie zu einer Gaststätte und Pension um. Nach der Wende wurde ebenfalls der Heimatverein wiederbelebt, der seit dieser Zeit Traditionen wie das Zampern pflegt.

### 21. Jahrhundert
2002 musste die Friedenseiche gefällt werden. Der Stumpf wurde von den Motorsägenkünstlern Thomas Hartmann, Gilbert Biek, Lorenz Tacke, Edgar Krieg und Christian Wehner zu einem Drachenbaum umgestaltet, der an die seit 2003 stattfindenden Drachenbootrennen erinnert. Im gleichen Jahr sanierten Einwohner das Spritzenhaus.

## Bevölkerungsentwicklung
| Jahr      | 1734 | 1772 | 1801 | 1817 | 1840 | 1858 | 1895 | 1925 | 1939 | 1946 | 1964 |
| Einwohner | 80   | 91   | 106  | 124  | 176  | 238  | 388  | 360  | 591  | 901  | 735  |

## Sehenswürdigkeiten
- Freilichtmuseum Germanische Siedlung Klein Köris mit insgesamt 40 rekonstruierten Gebäuden, darunter auch die Fundamente zweier Kalköfen, mehrerer Langhäuser sowie einiger Gruben- und Webhäuser.[4]
- Klein Köriser See und Tonsee
- Das Sommerhaus in der Chausseestraße 47 steht unter Denkmalschutz.

## Wirtschaft und Infrastruktur

### Wirtschaft
Im Dienstleistungssektor finden sich zahlreiche gastronomische Betriebe und Unterkünfte für Touristen. Daneben bestehen einige Handwerksbetriebe und wenige Landwirte.

### Verkehr
Der Wohnplatz wird in West-Ost-Richtung durch die Landstraße 742 erschlossen. Die Linie 726 der RVS ermöglicht eine Verbindung nach Bestensee und Motzen.

## Regelmäßige Veranstaltungen
- Zampern zu Ostern
- Fastnacht
- Drachenbootrennen auf dem Klein Köriser See
- Rosenbaumfest im Juni